# Strażkowski Żleb

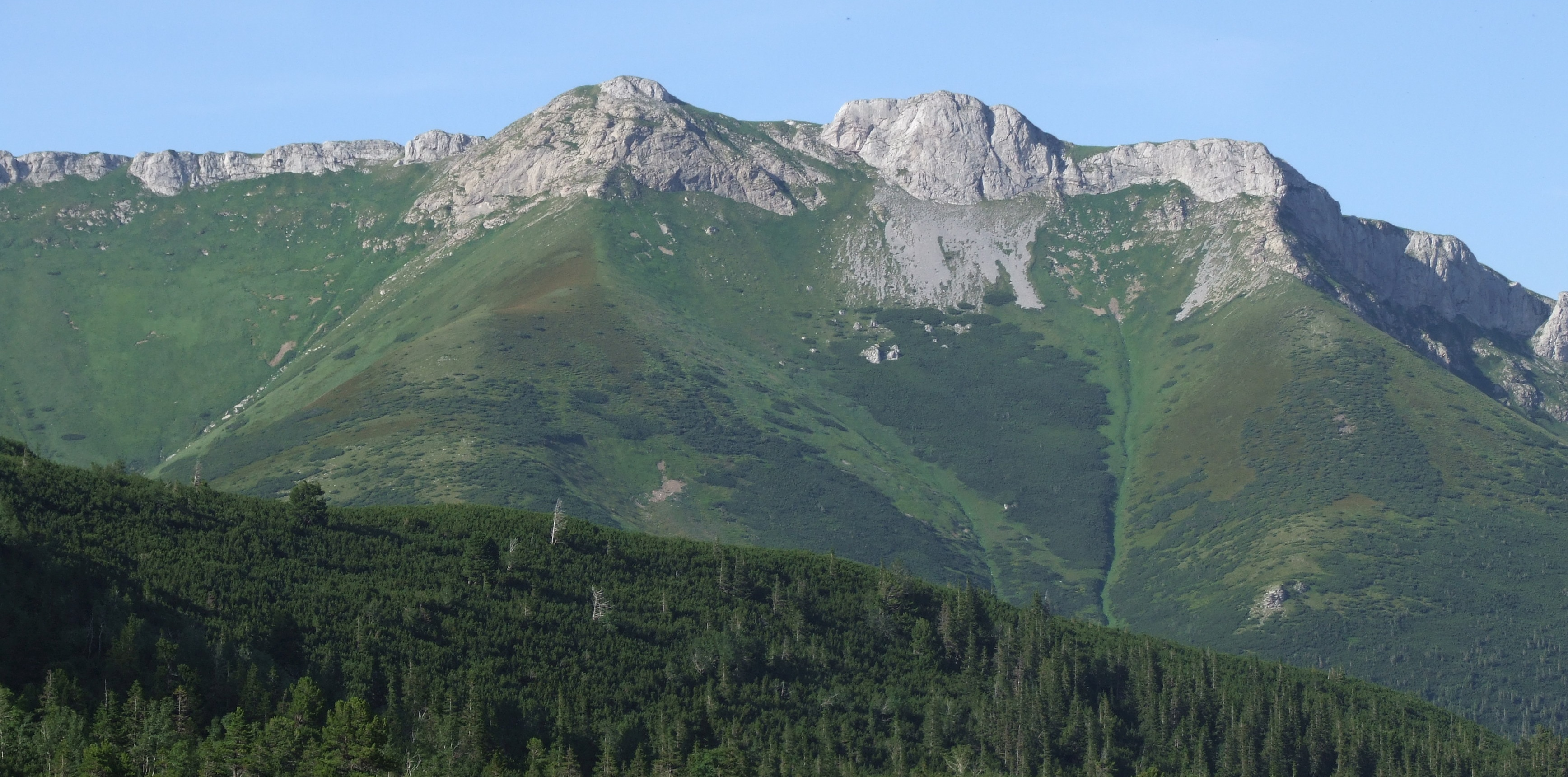
Żleb spod Jatek (lewy) i Strażkowski Żleb (prawy). Nad nimi Pośrednie Jatki, Skrajne Jatki i Golica Bielska

Strażkowski Żleb (niem. Nehreschlucht, słow. Strážťanský žľab, węg. Nagyőri-szakadék) – żleb w słowackich Tatrach Bielskich opadający z Jatek do Doliny Przednich Koperszadów.
Ograniczenie żlebu tworzy południowa grzęda północno-zachodniego wierzchołka Skrajnych Jatek i południowa grzęda Golicy Bielskiej. Górna część żlebu to ogromna, lejkowata i trawiasta depresja. Jej środkową część pod południowo-wschodnim wierzchołkiem Skrajnych Jatek porasta kosodrzewina. Orograficznie prawa część tego lejka to depresja poniżej wierzchołka północno-zachodniego, płytko wcięte, orograficznie lewe koryto żlebu również jest trawiaste. Na wysokości około 1500 m żleb zatraca się w porośniętym kosodrzewiną piargu powyżej Bielskiej Równi. Jest całkowicie suchy, brak w nim nawet okresowego cieku.
Z Bielskiej Równi przez Strażkowski Żleb prowadzi podejście na grań Jatek. Najwyższy skalisty odcinek możliwy jest do pokonania skośnym zachodem między obydwoma wierzchołkami Skrajnych Jatek (0+ w skali tatrzańskiej, czas przejścia 1 h 30 min)). Jest to jednak zamknięty dla turystów obszar ochrony ścisłej TANAP–u.
Autorem nazwy żlebu jest Władysław Cywiński.